# Синтандрей (Біхор)
Синтандрей (рум. Sântandrei) — село у повіті Біхор в Румунії. Адміністративний центр комуни Синтандрей.
Село розташоване на відстані 440 км на північний захід від Бухареста, 4 км на захід від Ораді, 136 км на захід від Клуж-Напоки.

## Населення
За даними перепису населення 2002 року у селі проживали 3414 осіб.
Національний склад населення села:
| Національність | Кількість осіб | Відсоток |
| -------------- | -------------- | -------- |
| румуни         | 3081           | 90,2%    |
| угорці         | 207            | 6,1%     |
| цигани         | 96             | 2,8%     |
| словаки        | 14             | 0,4%     |
| німці          | 8              | 0,2%     |

Рідною мовою назвали:
| Мова      | Кількість осіб | Відсоток |
| --------- | -------------- | -------- |
| румунська | 3124           | 91,5%    |
| угорська  | 181            | 5,3%     |
| циганська | 91             | 2,7%     |
| словацька | 11             | 0,3%     |
| німецька  | 5              | 0,1%     |